# Försvarsmaktens underrättelse- och säkerhetscentrum
Försvarsmaktens underrättelse- och säkerhetscentrum (FMUndSäkC) är ett utbildningscentrum inom Försvarsmakten som verkat sedan 1998. Förbandsledningen är förlagd i Uppsala garnison i Uppsala.

## Historik
Inför försvarsbeslutet 1996 uttryckte Regeringen en vilja att samordna ett antal funktioner som fanns inom de tre försvarsgrenarna till försvarsmaktsgemensamma. Besparingar och rationalitet var en viktig orsak till samordning och sammanslagningar, men den övergripande idén var att skapa en Försvarsmakt i syfte att genomföra samlade insatser med alla tillgängliga resurser. Försvarsmaktens utredning och senare förslag blev att FMUSC skulle upprättas i Uppsala. Tre andra lokaliseringar för centrumet utreddes: Enköping, Karlsborg och Berga.
Riksdagen fattade beslut om centrumets upprättande genom försvarsbeslutet 1996 där man också ändrade förkortningen av förbandet till FMUndSäkC. Centrumet bildades den 1 januari 1998 genom att Arméns underrättelseskola (A UndS) i Karlsborg och Flygvapnets underrättelseskola (FV UndS) avvecklades som självständiga enheter den 31 december 1997, och tillsammans med Tolkskolan (TolkS) i Uppsala, uppgick i det nya förbandet med förläggning i Uppsala.

## Verksamhet
FMUndSäkC är ett centrum inom svenska Försvarsmakten med ansvar för utbildning, utveckling och samordning inom språk, underrättelse- och säkerhetstjänst, samt säkerhetsförbandstjänst. Förbandets ledning och huvudsakliga utbildnings- och utvecklingsverksamhet är förlagd till Uppsala garnison, med en säkerhetsförbandsavdelning förlagd till Halmstads garnison. I Uppsala grundutbildas yrkesofficerare inom språk och underrättelsetjänst, samt genomförs yrkes- och befattningsutbildningar inom säk, und, språk samt kulturell förståelse. Säkerhetsförbandsavdelningen i Halmstad utbildar yrkesofficerare i säkerhetsförbandstjänst. Ett fokus är "hunden som sensor". Man genomför även yrkes- och befattningskurser i bland annat Transportskydd och för Insatsberedda skyddsstyrkor.

## Förläggningar och övningsplatser
Försvarsmaktens underrättelse- och säkerhetscentrums ledning, stabsenhet, utbildningsenhet och utvecklingsenhet är förlagd på Uppsala garnison. Centrumet har i form av säkerhetsförbandsavdelningen ett detachement vid Halmstads garnison i Halmstad.  

## Heraldik och traditioner
När centrumet bildades den 1 januari 1998 övertogs den tretungade svenska fana som Arméns Underrättelseskola (A UndS) hade nyttjat, som det nyuppsatta förbandets förbandsfana (formellt kallade "fälttecken"). Den 8 december 2016 spikades på Armémuseum en ny fana för centrumet. Den 4 maj 2017 överlämnade överbefälhavare Micael Bydén i HM Konungens ställe den nya fanan till Försvarsmaktens underrättelse- och säkerhetscentrum inne på Uppsala garnison. Fanan mottogs av förbandets dåvarande chef överste Mats Johansson. Nya fanan blev blå med gula detaljer. Den blå färgen tilldelas numer i regel funktionsförband, men har på senare tid också blivit något av en standardfärg för fanor inom FM. Svärdet i det heraldiska vapnet symboliserar Försvarsmakten; lagerkransen står för utbildning, och facklan är symbolen för underrättelsetjänsten, "Facklan lyser upp varje dunkel vrå". Efter beslut 2018 nyttjas den 4 maj som förbandets högtidsdag.
Försvarsmaktens underrättelse- och säkerhetscentrum för traditionerna vidare för Arméns underrättelseskola (A UndS) och Flygvapnets underrättelseskola (FV UndS), medan Försvarsmaktens Tolkskola (TolkS) för traditionerna vidare för Arméns tolkskola. Förbandsmarschen, "Marsch till Lifregementets dragoner" (Prins Gustaf), övertogs från Arméns underrättelseskola. Marschen komponerades 1843 av Prins Gustaf av Sverige och Norge på Haga slott, då han bara var 16 år.

## Förbandschefer
- 1998–2004: Överste Jan-Inge Svensson
- 2004–2006: Kommendör Michael Gustafsson
- 2006–2007: Överstelöjtnant Olle Nilsson
- 2007–2010: Överste Håkan Hedström
- 2011–2015: Överste Anders Stenström [c]
- 2015–2018: Överste Mats Johansson [d]
- 2018–2021: Överste Magnus Magnusson [e]
- 2021–2023: Överste Håkan Sköld
- 2023–2024: Överstelöjtnant Daniel Perry (tillförordnad)
- 2024–20xx: Överste Henrik Rosén

## Namn, beteckning och förläggningsort

### Namn
- Försvarets underrättelse- och säkerhetscentrum - 1998-01-01 - 2000-06-30
- Försvarsmaktens underrättelse- och säkerhetscentrum - sedan 2000-07-01

### Beteckningar
- FMUndSäkC - sedan 1998-01-01

### Förläggningsorter, detachement och baser
- Uppsala garnison (F) - sedan 1998-01-01
- Halmstads garnison (D) - sedan 2006-07-01